# Зилайскалнс
Зилайскалнс (латыш. Zilaiskalns) — большое село в Валмиерском округе, административный центр Зилайскалнской волости. Находится на расстоянии около 10 км от города Валмиера (железнодорожной станции Валмиера (на линии Рига — Валга), в северной части Латвии.

## История
Образовался на территории села Муяны (латыш. Mujāni), как село рабочих с фабрикой "Зилайскалнс" по торфа добычи в 1950-х годах. Назван в честь, холма Зилайскалнс (латыш. Zilaiskalns), который находится в 700м восточнее от села. В 1961 году Зилайскалнс получил статус посёлка городского типа. С 1990 административный центр вернул иной статус - села. 
До реформы 2009 года, входил в состав  Валмиерского района. 
C 2009 по 2021 год, относится к Коценскому краю, который к 2021 перестал существовать из-за реформы. 
В 2021 Зилайскалнс с своей волостью ввощёл в состав нового Валмиерского округа.

## Знаменитые люди
- Марта Рацане (латыш. Marta Racāne) (1908—1992) - медсестра, народный поэт.

Прославилась как народная целительница во времена СССР, которую также называли как Зилакалнская Марта (латыш. Zilkākalna Marta).
- Айварс Ирбе (латыш. Aivars Irbe) (1943-н.в.) - селекционер, ландшафтный садовник, руководитель Латвийский садовных мероприятий.

## Население
| 1970 | 1979 | 1989 | 2009 | 2015 | 2021 |
| ---- | ---- | ---- | ---- | ---- | ---- |
| 1153 | 963  | 1056 | 874  | 729  | 757  |